# Pleurothyrium synandrum
Pleurothyrium synandrum är en lagerväxtart som beskrevs av H. van der Werff. Pleurothyrium synandrum ingår i släktet Pleurothyrium och familjen lagerväxter. Inga underarter finns listade i Catalogue of Life.